# Flughafen Portorož

i8
i11
i13
Der Flughafen Portorož (slowenisch Aerodrom Portorož, IATA-Code: POW, ICAO-Code: LJPZ) ist ein Regionalflughafen an der Adriaküste in Slowenien. Der Flughafen ist Heimatflughafen der Solinair.

## Geografische Lage
Der Flughafen befindet sich in der Nähe der Ortschaft Sečovlje in der Gemeinde Piran. Knapp einen Kilometer südlich verläuft die Landesgrenze zu Kroatien. Der namensgebende Fremdenverkehrsort Portorož ist etwa 6 Kilometer entfernt. Unmittelbar neben dem Flughafen liegen die Salinen von Sečovlje.

## Infrastruktur
Der Flughafen liegt etwa zwei Meter über dem Meeresspiegel, die Fläche der Landebahn beträgt 1200 × 30 Meter (ausgerichtet 15-33) und ist mit einer Beleuchtung für Nachtlandungen ausgestattet. Der Flughafen verfügt über eine moderne technische Ausrüstung und bietet Flüge nach Bestellung (Avio-Taxi), Geschäfts-Flüge, Panorama-Flüge, eine Flugschule, Parachuting, Transfer mit Minibus, Unterkunfts-Reservierungen, ein Restaurant und Autovermietungen.

## Weblinks

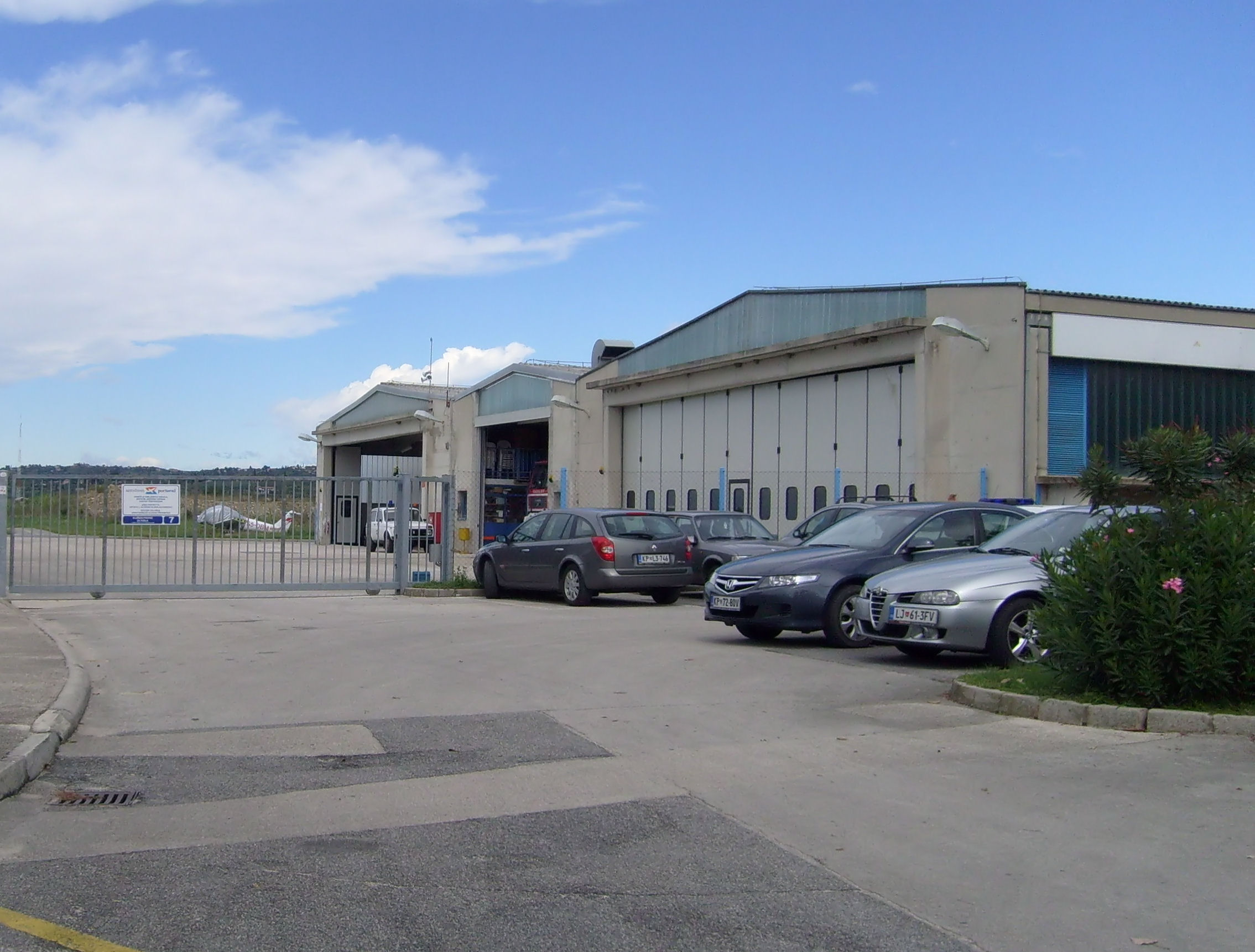
Rückansicht des Flughafens
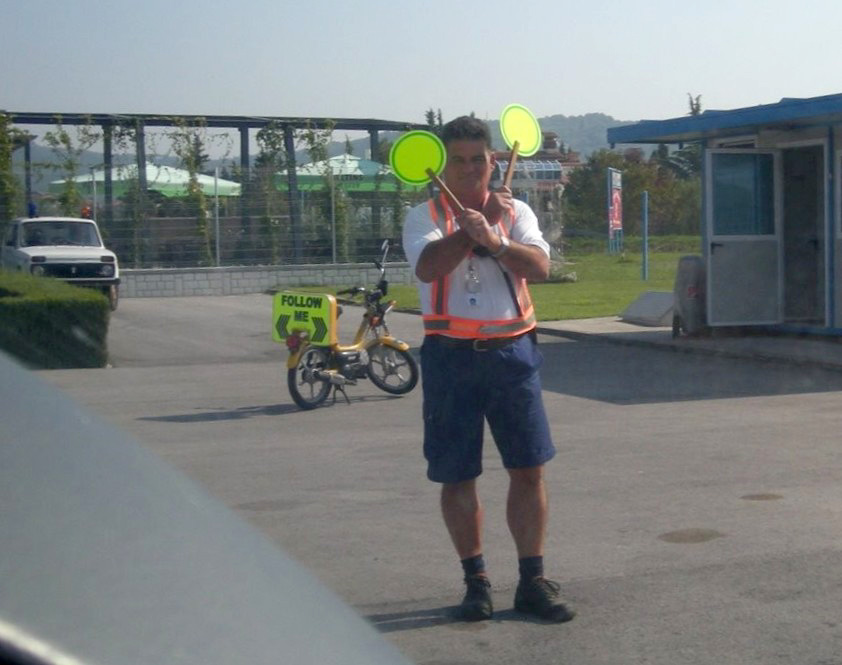
Follow-me Mofa